# Hikaru Ōe
Hikaru Ōe (大江 光?, Ōe Hikaru; Toyama, 3 agosto 1995) è un'ex snowboarder giapponese.

## Biografia
In Coppa del Mondo di snowboard ha esordito il 28 agosto 2011 a Cardrona e ha ottenuto il primo podio il 18 gennaio 2014 a Stoneham (3ª).
In carriera ha preso parte a un'edizione dei Campionati mondiali (4ª a Kreischberg 2015).

## Palmarès

### Olimpiadi giovanili
- 1 medaglia:
  - 1 oro (halfpipe a Innsbruck 2012)

### Mondiali juniores
- 1 medaglia:
  - 1 argento (halfpipe a Valmalenco 2011)

### Coppa del Mondo
- Miglior piazzamento nella Coppa del Mondo generale di freestyle: 11ª nel 2012
- Miglior piazzamento nella Coppa del Mondo di halfpipe: 5ª nel 2016
- 2 podi:
  - 1 secondo posto
  - 1 terzo posto